# Рене Бліар
Рене Бліар (фр. René Bliard, 18 листопада 1932, Дізі — 27 вересня 2009, Монтрей) — французький футболіст, що грав на позиції нападника, зокрема за «Реймс» та національну збірну Франції.

## Клубна кар'єра
У дорослому футболі дебютував 1951 року виступами за команду «Реймс», в якій провів вісім сезонів, взявши участь у 143 матчах чемпіонату. У складі «Реймса» був одним з головних бомбардирів команди, маючи середню результативність на рівні 0,57 гола за гру першості. За цей час тричі виборював титул чемпіона Франції, двічі ставав володарем Суперкубка Франції. В іграх сезону 1954/55 відзначився 30-ма забитими голами, ставши найкращим бомбардиром першості. За цей період кар'єри двічі доходив у складі «Реймса» до фіналу Кубка європейських чемпіонів — у 1956 і 1959 роках, проте в обох випадках французи поступались мадридському «Реалу».
Згодом з 1959 по 1962 рік грав за «Ред Стар» та «Руан».
Завершив ігрову кар'єру у команді «Ред Стар», до якої повернувся 1962 року і де провів заключний рік кар'єри.

## Виступи за збірну
1956 року дебютував в офіційних матчах у складі національної збірної Франції. Загалом протягом чотирирічної кар'єри в національній команді провів у її формі 7 матчів.
У складі збірної був учасником  футбольного турніру на Олімпійських іграх 1952 року у Гельсінкі.
Помер 27 вересня 2009 року на 77-му році життя в Монтреї.

## Титули і досягнення

### Командні
- Чемпіон Франції (3):

«Реймс»: 1952-1953, 1954-1955, 1957-1958
- Володар Кубка Франції (1):

«Реймс»: 1957-1958
- Володар Суперкубка Франції (2):

«Реймс»: 1955, 1958

### Особисті
- Найкращий бомбардир чемпіонату Франції (1):

1954-1955 (30 голів)